# Bed and breakfast
Bed and breakfast (w dosł. tłum. z ang. „łóżko i śniadanie”), B&B – rodzaj zakwaterowania turystycznego w Wielkiej Brytanii, Irlandii oraz innych krajach anglosaskich. Zakwaterowanie może być w domu prywatnym lub niewielkim hotelu.
Tradycja B&B jest bardzo stara. Już w dawnych czasach popularny był zwyczaj zatrzymywania się podróżnych w prywatnych domach – jednak najczęściej wiązało się to z zakwaterowaniem u osób z tej samej grupy społecznej czy zawodu, na przykład lekarz mógł zatrzymać się u lekarza lub farmaceuty.

## B&B w krajach anglosaskich
Tradycyjny pensjonat typu B&B prowadzony jest przez rodzinę, która udostępnia część pomieszczeń. Może to być główne źródło dochodu właścicieli, jak również okazja do zarobienia dodatkowych pieniędzy, na przykład w okresie letnim. Goście zwykle mają do wyboru od kilku do kilkunastu pokoi, najczęściej z łazienkami. Często udostępniany jest też salon. 
W cenę pokoju wliczone jest tradycyjne śniadanie angielskie, składające się z płatków na mleku, jajek sadzonych z boczkiem, pieczonego pomidora, kiełbasek, tostów z dżemem. Posiłek przygotowywany jest przez panią domu. Często goście mają możliwość zakupu produktów żywnościowych wytwarzanych w danym miejscu, jak domowe pieczywo, sery, czy ciasta.
Charakterystyczną cechą B&B jest domowa atmosfera. Możliwość rozmowy z mieszkańcami domu oraz poznania charakterystyki brytyjskiej lub irlandzkiej rodziny sprawia, że na ten typ zakwaterowania decyduje się wielu obcokrajowców. B&B jest również popularne wśród samych Brytyjczyków i Irlandczyków podróżujących w celach turystycznych i biznesowych, jako tańsza alternatywa dla hoteli.

## Inne rodzaje B&B
Obecnie istnieją także B&B, które w rzeczywistości pod tym szyldem skrywają skromne hotele, przypominające tylko w niewielkim stopniu pensjonaty prowadzone przez rodziny. Najczęściej nie spełniają one standardów, jakie cechują tradycyjne hotele.